# Францен, Одд
Одд Бернард Францен (норв. Odd Bernhard Frantzen; 20 января 1913, Берген — 2 октября 1977, там же) — норвежский футболист; в составе сборной Норвегии по футболу — бронзовый призёр летних Олимпийских игр 1936 года. Играл на позиции нападающего.

## Биография
Францен известен как футболист по выступлениям за клуб «Харди». За сборную Норвегии он сыграл 20 игр с 1936 по 1939 годы и забил 5 голов. В её составе играл на Олимпийских играх 1936 года в Берлине и завоевал там бронзовую медаль, также играл на чемпионате мира 1938 года.
Уйдя из спорта, работал в порту города Бергена. 10 мая 1961 года с ним произошёл несчастный случай: управляя вилочным погрузчиком на фабрике в Лаксевоге, он не справился с управлением и упал с четырёхметровой высоты. В больнице ему ампутировали ногу.
Францен погиб 2 октября 1977 года в своём доме: он был забит до смерти 25-летним человеком, находившимся в состоянии алкогольного опьянения. У него на момент смерти осталась 7-летняя внучка Джой. Похоронен на кладбище Солхейм в Бергене.

## Статистика

### Матчи Францена за сборную Норвегии
| Матчи Францена за сборную Норвегии | Матчи Францена за сборную Норвегии | Матчи Францена за сборную Норвегии | Матчи Францена за сборную Норвегии | Матчи Францена за сборную Норвегии | Матчи Францена за сборную Норвегии  |
| ---------------------------------- | ---------------------------------- | ---------------------------------- | ---------------------------------- | ---------------------------------- | ----------------------------------- |
| №                                  | Дата                               | Соперник                           | Счёт                               | Голы Францена                      | Соревнование                        |
| 1                                  | 7 августа 1936                     | Германия                           | 2:0                                | —                                  | Олимпийские игры 1936               |
| 2                                  | 10 августа 1936                    | Италия                             | 1:2                                | —                                  | Олимпийские игры 1936               |
| 3                                  | 13 августа 1936                    | Польша                             | 3:2                                | —                                  | Олимпийские игры 1936               |
| 4                                  | 6 сентября 1936                    | Финляндия                          | 0:2                                | —                                  | Чемпионат Северной Европы 1933—1936 |
| 5                                  | 20 сентября 1936                   | Дания                              | 3:3                                | 2                                  | Чемпионат Северной Европы 1933—1936 |
| 6                                  | 1 ноября 1936                      | Нидерланды                         | 3:3                                | —                                  | Товарищеский матч                   |
| 7                                  | 14 мая 1937                        | Англия                             | 0:6                                | —                                  | Товарищеский матч                   |
| 8                                  | 27 мая 1937                        | Италия                             | 1:3                                | —                                  | Товарищеский матч                   |
| 9                                  | 13 июня 1937                       | Дания                              | 1:5                                | —                                  | Чемпионат Северной Европы 1937—1947 |
| 10                                 | 10 октября 1937                    | Ирландия                           | 3:2                                | —                                  | Чемпионат мира 1938 (отбор)         |
| 11                                 | 24 октября 1937                    | Германия                           | 0:3                                | —                                  | Товарищеский матч                   |
| 12                                 | 7 ноября 1937                      | Ирландия                           | 3:3                                | —                                  | Чемпионат мира 1938 (отбор)         |
| 13                                 | 31 мая 1938                        | Эстония                            | 1:0                                | —                                  | Товарищеский матч                   |
| 14                                 | 5 июня 1938                        | Италия                             | 1:2                                | —                                  | Чемпионат мира 1938                 |
| 15                                 | 23 октября 1938                    | Польша                             | 2:2                                | —                                  | Товарищеский матч                   |
| 16                                 | 2 июня 1939                        | Швеция                             | 2:3                                | 2                                  | Товарищеский матч                   |
| 17                                 | 14 июня 1939                       | Швеция                             | 1:0                                | —                                  | Товарищеский матч                   |
| 18                                 | 18 июня 1939                       | Дания                              | 3:6                                | 1                                  | Товарищеский матч                   |
| 19                                 | 22 июня 1939                       | Германия                           | 0:4                                | —                                  | Товарищеский матч                   |
| 20                                 | 22 октября 1939                    | Дания                              | 1:4                                | —                                  | Чемпионат Северной Европы 1937—1947 |

Итого: 20 матчей / 5 голов; 5 побед, 4 ничьи, 11 поражений.